# جيميفلوكساسين
جيميفلوكساسين (Gemifloxacin) مضاد حيوي واسع الطيف من زمرة الكوينولونات. ن عائلة الفلوروكينولونات. من المضادات القاتلة للبكتيريا حيث يمنع استنساخ الحمض النووي البكتيري. واسع الطيف وفعال ضد البكتيريا السالبة والموجبة لصبغة جرام. يُستخدم لعلاج الالتهابات التي تسببها البكتيريا المتأثرة بهذا الدواء مثل التهاب القصبات، التهاب الرئة المكتسب من المجتمع. يمكن تناول الدواء فمويًا.

## الأحياء الدقيقة
وقد تبين أن الجيميفلوكساسين Gemifloxacin نشط ضد معظم السلالات من الكائنات الدقيقة التالية:
الهوائية إيجابية الغرام الكائنات الدقيقة -  العقدية الرئوية

## الاستعمال الطبي
- يستخدم في علاج التفاقم الجرثومي الحاد للالتهاب الشعبي المزمن والالتهاب الرئوي الخفيف إلى المعتدل.
- فعالة ضد معظم سلالات من الكائنات الدقيقة التالية:
- الهوائية إيجابية الجرام الكائنات الحية الدقيقة - العقدية الرئوية.
- المكورات العنقودية الذهبية (ميتيسيلين السلالات الحساسة فقط) والعقدية المقيحة.
- الهوائية سالبة الجرام الكائنات الحية الدقيقة - المستدمية النزلية، المستدمية نظيرة النزلية، الكلبسيلا الرئوية، المستروحة البكتيريا، المتقلبة الاعتيادية.
- الكائنات الحية الدقيقة الأخرى - الكلاميديا الرئوية، المفطورة الرئوية.

## الآثار الجانبية
الفلوروكوينولونات بشكل عام تحملها جيدا معظم الآثار الجانبية التي تحدث آثار ضارة خفيفة والخطيرة تكون نادرا
في الجرعة العلاجية بعض الآثار السلبية الخطيرة التي تحدث أكثر شيوعا لدى الفلوروكينولونات مع غيرها من فئات المضادات الحيوية سمية الأوتار. تسمم الجهاز العصبي المركزي. والكوينولونات المسوقة حاليا لديها ملامح سلامة مماثلة لتلك الفئات المضادة للميكروبات الأخرى.
- سمية القلب والأوعية الدموية.
- سمية الوتر المفصلي.
- نادراً: السمية الكبدية.

جرعة زائدة حادة 
- الفشل الكلوي، الأطفال وكبار السن أكثر عرضة للخطر.
- قد تظهر ردود فعل سلبية.

## التحذيرات
1. تجنب استخدام الدواء في حال الوهن العضلي الوبيل: قد يتفاقم ضعف العضلات.
2. هنالك معلومات حول تسبب الدواء بتمزق الأوتار: زيادة الخطورة في المرضى فوق الستين من العمر، العلاج المتزامن مع الستيروئيد، وفي حالات زرع الكلى، القلب أو الرئة. يجب التوقف عن العلاج مع ظهور أول علامة لألم في الوتر، تورم, التهاب أو تمزق.
3. اضطرابات الجهاز العصبي المركزي: زيادة الخطورة للتعرض لنوبات تشنج.
4. قد يتسبب الدواء بإطالة فترة QT: تجنب استخدام الدواء مع ادوية تطيل فترة QT (مثل اميودارون), وفي حالات نقص بوتاسيوم الدم.
5. المسنين: أكثر عرضة لسمية الدواء وإطالة فترة QT, بسبب انخفاض في وظائف الكلى.
6. قد يتسبب الدواء بتفاعلات فرط التحسس: توقف عن استخدامه عند أول علامة لطفح جلدي، يرقان أو اعراض أخرى لفرط التحسس.
7. تجنب استخدام الدواء في حالات نقص بوتاسيوم أو مغنيزيوم الدم: زيادة الخطورة لإطالة فترة QT.
8. الأطفال: لم تثبت سلامة ونجاعة الاستخدام.
9. اعتلال عصبي حسي، محواري أو حسي حركي قد يطرأ مع استخدام الدواء: توقف عن الدواء مع ظهور أول علامة لذلك.
10. أشعة الشمس المفرطة: زيادة الخطر لأعراض تسممية ضوئية.
11. النشاط الجسدي: زيادة الخطورة لتمزق الأوتار.
12. الحمل والرضاعة: لم تثبت سلامة ونجاعة الاستخدام.
13. ضعف وظائف الكلى: زيادة الخطورة لسمية ولتمزق الأوتار، ينبغي تعديل الجرعة.
14. اضطرابات في الاوتار مثل التهاب المفاصل الروماتويدي: زيادة الخطورة لتمزق الأوتار.[8]

## التخزين
بين 15-30 درجة مئوية، في مكان محمي من الضوء.